# Czułe słówka (film)
Czułe słówka (ang. Terms of Endearment) – amerykański komediodramat z 1983 roku w reżyserii Jamesa L. Brooksa, zrealizowany na podstawie powieści  pod tym samym tytułem autorstwa Larry’ego McMurtry’ego. Zdjęcia kręcono w Houston (stan Teksas) oraz Lincoln (Nebraska).
Historia trudnej relacji pomiędzy matką, ekscentryczną Aurorą Greenway, a jej córką Emmą, ukazanej na przestrzeni trzech dziesięcioleci, oraz niełatwej miłości dwojga ludzi w średnim wieku.

## Obsada
- Shirley MacLaine jako Aurora Greenway
- Debra Winger jako Emma Greenway Horton
- Jack Nicholson jako Garrett Breedlove
- Lisa Hart Caroll jako Patsy Clark
- Danny DeVito jako Vernon Dahlart
- Jeff Daniels jako Flap Horton
- Betty King jako Rosie Dunlop
- John Lithgow jako Sam Burns
- Megan Morris jako Melanie Horton
- F. William Parker jako doktor
- David Wohl jako Phil
- Albert Brooks jako Rudyard Greenway (głos)
- Mary Kay Place jako Doris (głos)

Propozycję zagrania Emmy odrzuciły Sissy Spacek i Mary Steenburgen, Garretta Breedlove’a – Burt Reynolds (z myślą o którym została napisana rola astronauty), a Patsy – Kim Basinger.

## Nagrody
Film zdobył pięć Oscarów, dla:
1. najlepszego filmu
2. najlepszego reżysera (James L. Brooks)
3. najlepszej aktorki (Shirley MacLaine)
4. najlepszego aktora w roli drugoplanowej (Jack Nicholson)
5. najlepszego scenariusza adaptowanego (James L. Brooks)

oraz cztery Złote Globy, dla:
1. najlepszego filmu dramatycznego
2. najlepszej aktorki (Shirley MacLaine)
3. najlepszego aktora w roli drugoplanowej (Jack Nicholson)
4. najlepszego scenariusza (James L. Brooks).

Był także nominowany do Oscarów w sześciu innych kategoriach oraz do Złotych Globów w dwóch innych kategoriach.